# Velicskovszkij Szent Paisziosz
Velicskovszkij Szent Paisziosz, oroszosan Pajszij Velicskovszkij (oroszul: Паисий Величковский), (1722. december 20. – 1794. november 15.) ukrán szerzetes, egyházi író és sztarec.

## Élete
Paiszij az ukrajnai Poltavában született 1722-ben. Papi családból származott, egyházi iskolában tanult. 1734-től rövid ideig a kijevi Teológiai Akadémia hallgatója volt.
1742-ben Moldvába ment, ahol néhány kolostorban még szigorú szerzetes élet volt. 1746-ban otthagyta Moldvát, és évekig az Athoszon élt Szimonosz Petrasz egyre gyarapodó közösségében. Szellemi tevékenységével, illetve szigorú életmódjával hozzájárult a közösség megújulásához, és itt kezdett el foglalkozni régi szláv kéziratok alapján a patrisztikus irodalom fordításainak helyesbítésével, majd – eredeti görög szövegek alapján – új fordításokkal.
1763-ban – a törökök állandó zaklatásai következtében – elhagyta a Szent Hegyet. Moldvába ment társaival, ahol a moldvai metropolita örömmel fogadta a népes közösséget. Paiszij hozzálátott, hogy több kolostorban visszaállítsa a régi fegyelmet – az athoszi kolostorok szabályai szerint –, ő maga pedig Dragomirnában telepedett le és szervezte meg a szerzetesi életet. Szórai Szent Nilushoz hasonlóan iskolát hozott létre az aszkétikus könyvek szláv és román nyelvű fordítására, illetve tanítványait a híres szív imára oktatta. Az officiumot szláv és román nyelven végezték. Paiszij megtanult görögül, hogy lefordíthassa a nagy keleti egyházatyák műveit, akik közül legjobban Ninivei Szent Izsákot kedvelte. A sztarecség feledésbe merült hagyományának bevezetésével Oroszország válságba jutott vallási életének megújítója lett. (Sok tanítványa visszavitte tanait Oroszországba.)
Az Orosz–török háború (1768–74) idején, 1774-ben a közösségnek el kellett hagynia Dragomirnát. Moldva egyik XIV. századi lelkiségi központjában, Neamțban és Székulban alapított új monostort 1775-ben. 1779-től haláláig Neamțban élt. A szerzetesek létszáma lassan 1000 fölé emelkedett. Paiszij 1793-ban szláv nyelvre lefordította a Philokáliát (ami Dobrotoljubije névvel Szentpétervárott jelent meg). Rá egy évre, 1794-ben Paisziosz Neamțban hunyt el. Tevékenysége és fordításai nagyban hozzájárultak Moldva és Oroszország lelkiségi és szerzetesi megújulásához.

## Művei
Paisziosz írásainak jelentős része a szerzetesi életmódról és a Jézus-imáról szól. Emellett részleteket fordított a keleti atyák, főként Ninivei Szent Izsák, Palamasz Szent Gergely műveiből, amely az 1782-ben görögül – mások által  – kiadott, majd 1793-ban Pasziosztól lefordított Philokalia alapja lett. Fordításainak nagy részét 1847 és 1860 között Optyina kolostorban (Kaluga közelében) Makarij sztarec jelentette meg.